# Trenderli

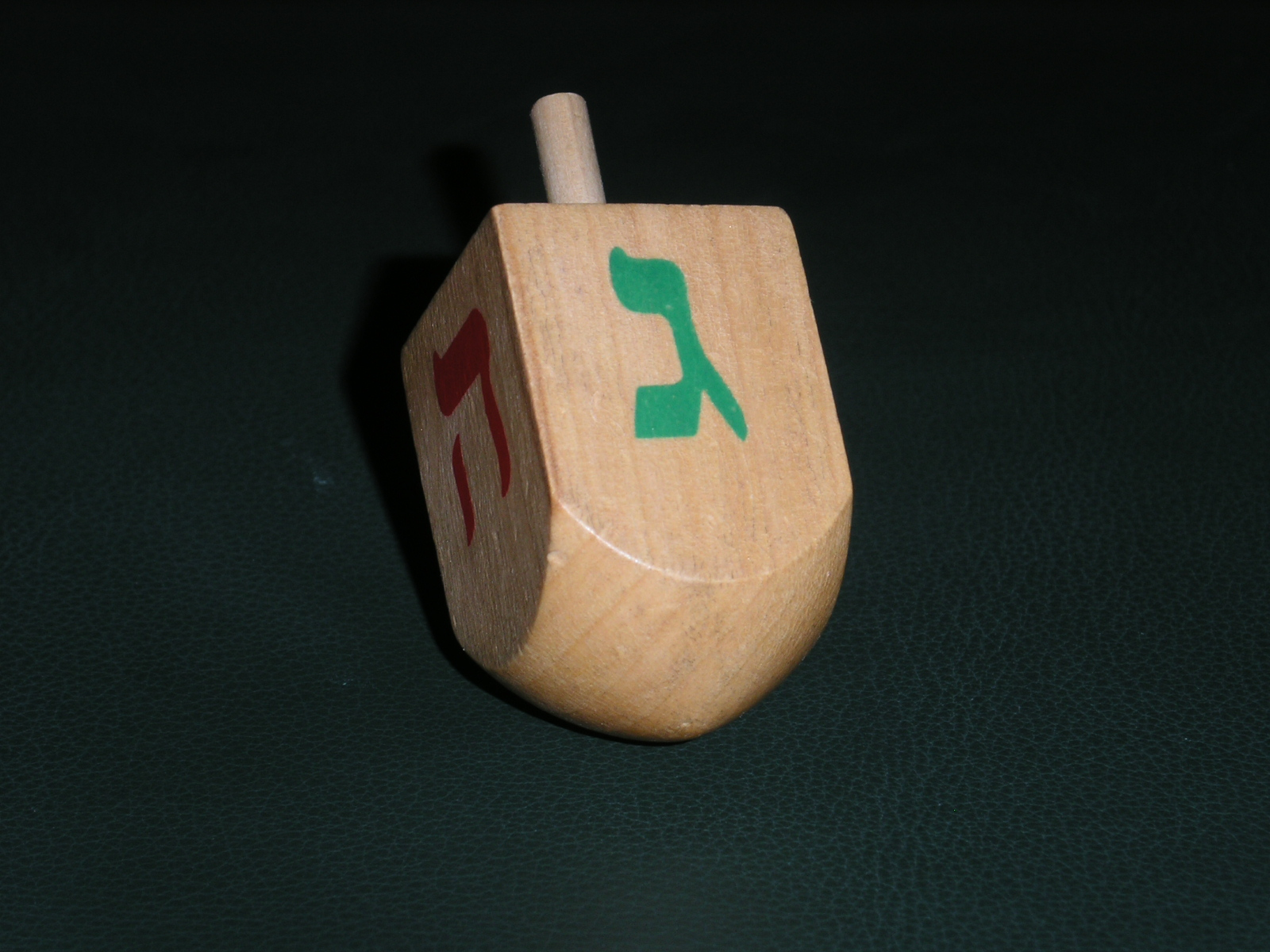
Fa trenderli.

A trenderli vagy dreidel egy négyoldalú pörgettyű, amit a hanuka zsidó ünnepen játszanak. Egy, a Teetotum-hoz hasonló szerencsejátékhoz használják.
A trenderli oldalaira a héber ABC alábbi betűit rajzolják:
נ (Nun),
ג (Gimel),
ה (Hei),
ש (Shin),
amelyek így a "נס גדול היה שם" (Nes Gadol Haya Sham) rövidítést formálják, melynek jelentése: "Nagy csoda történt ott". A betűk továbbá a trenderlivel játszott szerencsejáték szabályainak is megfelelnek: a nun a Jiddis "nist" ('semmi'), a hei a "halb" ('fél'), a gimel a "ganc" ('minden'), és a sin a "steln" ('kivesz') szót jelképezi. Izraelben a negyedik oldalt a פ (Pe) betű van, ami már a נס גדול היה פה, Nes Gadol Haya Po – "Nagy csoda történt itt" rövidítése. Ez így már azt jelenti, hogy a nagy csoda Izrael területén történt. Néhány ortodox zsidó üzlet továbbra is a hagyományos Sin trenderlit árulja.
Egyes zsidó Tóra-magyarázók szimbolikus jelentőséget tulajdonítanak a trenderli jeleinek. Egyikük például a trenderli négy oldalát Izrael népének négy történelmi száműzetéséhez kapcsolja: a babilóniaiak, a perzsák, a görögök és a rómaiak által okozottakhoz.
A "dreydl" jiddis szó a "dreyen" ("forogni") szóból származik. Az ivrit "sevivon" szó gyökere "SBB" szintén forgást jelent és ebből alkotta a kifejezést Itamar Ben-Avi (Eliezer Ben-Yehuda fia) 5 évesen. Hayyim Nahman Bialik költő más szavakat használ rá verseiben.
Noha a Hanukához tartozó micvák közé csak gyertyák gyújtása, valamint a teljes hallel ima elmondása tartozik, ez mostanra számos egyéb szokással is kibővült, ezek egyike a trenderlizés.

## A játék
A hanukia meggyújtása után sok otthonban szokás trenderlit játszani: minden játékos 10 vagy 15 (igazi vagy csoki-) pénzzel, vagy mogyoróval indul, és egyet a talonba is tesznek. Az első játékos megforgatja a trenderlit és utána attól függően, hogy az melyik oldalára esett, nyer egyet a talonból vagy kénytelen betenni a paklija egy részét.
Ennek szabályai a játék jiddis változata alapján a következők:
- Nun - nist - "semmi" - semmi nem történik és a következő játékos jön
- Gimel - ganc - "minden" - a játékos az egész talont megszerzi
- Hey - halb - "fél" - a játékos a fél talon megszerzi, páratlan esetben fölfelé kerekítve
- Shin - stel ayn - "berak" - a játékos egy pénzt a talonba tesz

A játék egy másik változata a következő:
- Nun - nim - "felvesz" - a játékos kivesz egy pénzt a talonból
- Gimel - gib - "ad" - a játékos egy pénzt a talonba tesz
- Hey - halb - "fél" - a játékos felveszi a talon felét, páratlan esetén fölfelé kerekítve
- Shin - stil - "csend" - semmi nem történik és a következő játékos jön

A játék addig tart, amíg valaki mindent meg nem nyert.
Egyesek szerint a trenderlit annak emlékére játsszák, hogy a zsidók sikerrel rejtették el Tóra-tanulásuk tényét a görögök elől. A görögök idején ugyanis ez tilos volt, a zsidók barlangokba mentek Tórát tanulni, és egy őrt állítottak, hogy riassza őket a görögök közeledtével. Ha a katonákat észrevették, a zsidók elrejtették tekercseiket és trenderlizni kezdtek, hogy a görögök azt higgyék, csak játszottak és nem tanultak.

## Trenderli dalok
A trenderli több népszerű dalban is szerepel. A legnépszerűbb dal az angolul beszélő világban, és a hanukához egyúttal leginkább kapcsolódó dal is, az I Have a Little Dreidel. Izraelben, és ivrit nyelvterületen a Sevivon, Sov, Sov, Sov (lásd A hanuka zenéje) is nagyon népszerű.

## Külső hivatkozások
- Raj Tamás: Száz jiddis szó
- (angolul) [http://www.chabad.org/article.asp?AID=255909 Miért játszunk dreidellel hanukakor? (haszid)
- (angolul) A trenderli eredete
- (angolul) A Braille-trenderli[halott link]
- (angolul) Trenderli oldal
- (angolul) A trenderli szabályai
- Trenderlit játszó program (teljes Java forráskóddal)